# Хельхаль
Хельхаль (перс. خلخال‎), также Херовабад (هروآباد) — город в Иране в остане Ардебиль и центр шахрестана Хельхаль. По переписи 2011 г. в городе проживало 41165 человек. Город расположен на высоте 1643 метра над уровнем моря.

## Хировабад
Хировабад — название центральной части города, а также реки в шахрестане Хельхаль в иранском остане Ардебиль. Источники минеральной воды Хельхаль находятся в 22 километрах северо-западнее Хировабада и по большей части используются для лечения заболеваний суставов, костей, нервной системы и кожи. Также, на юго-западе Хировабада в деревне Гярмхане располагается несколько источников минеральной воды, температура в которых колеблется от 30 до 50 градусов. Примерно в 18 километрах к югу от Хировабада можно заметить следы вулканической деятельности из четвертичного периода. Также, в квартале Шахруд-е Хельхаль, в соседней деревне Тиль и на берегу реки Шахруд-е Хельхаль существуют минеральные источники, куда каждый год приезжает очень много туристов. 42 км к юго-востоку от Хирвабада из горы Азнав берет истоки река Гильван.

## Географическое положение и основные характеристики
Город Хельхаль расположен на следующих координатах: 48 градусов 31 минут восточной долготы и 37 градусов 37 минут северной широты. Хельхаль располагается в юго-восточной части остана Ардебиль. На его территории текут реки Хировабад и Апарчай. Хельхаль расположен в горном районе с умеренным и относительно холодным климатом. К востоку от Хельхаля расположены покрытые лесом горы, которые простираются до Гиляна и Каспийского моря.

## Происхождение наименования и история
Некоторые историки отождествляют современный Хельхаль с древним городом Хельхаль, который располагался в районе Ути в Закавказье и между II и V веком н. э. входил в состав Армянского царства и служил резиденцией армянских царей. Район Ути располагался на правом берегу реки Куры приблизительно в районе современных Гянджи и Шамкура. А центром округа, впоследствии получившего название Хельхаль, ранее носил имя Фирузабад. После того, как Фирузабад был разрушен, на его месте и возник нынешний Хельхаль.
Хельхаль — один из древних исторических городов Иранского Азербайджана. В географических книгах II и III века хиджры, историки и географы, в том числе и в книге «Худуду-ль-Алям мину-ль-Машрик аля ль-Магриб», пишут о Хельхале следующее: «Хельхаль — один из небольших городов Азербайджана, главные его продукты — пшеница и ячмень, в нем ткутся ковры и шьется шерстяная и меховая одежда».